# Museu Barracco

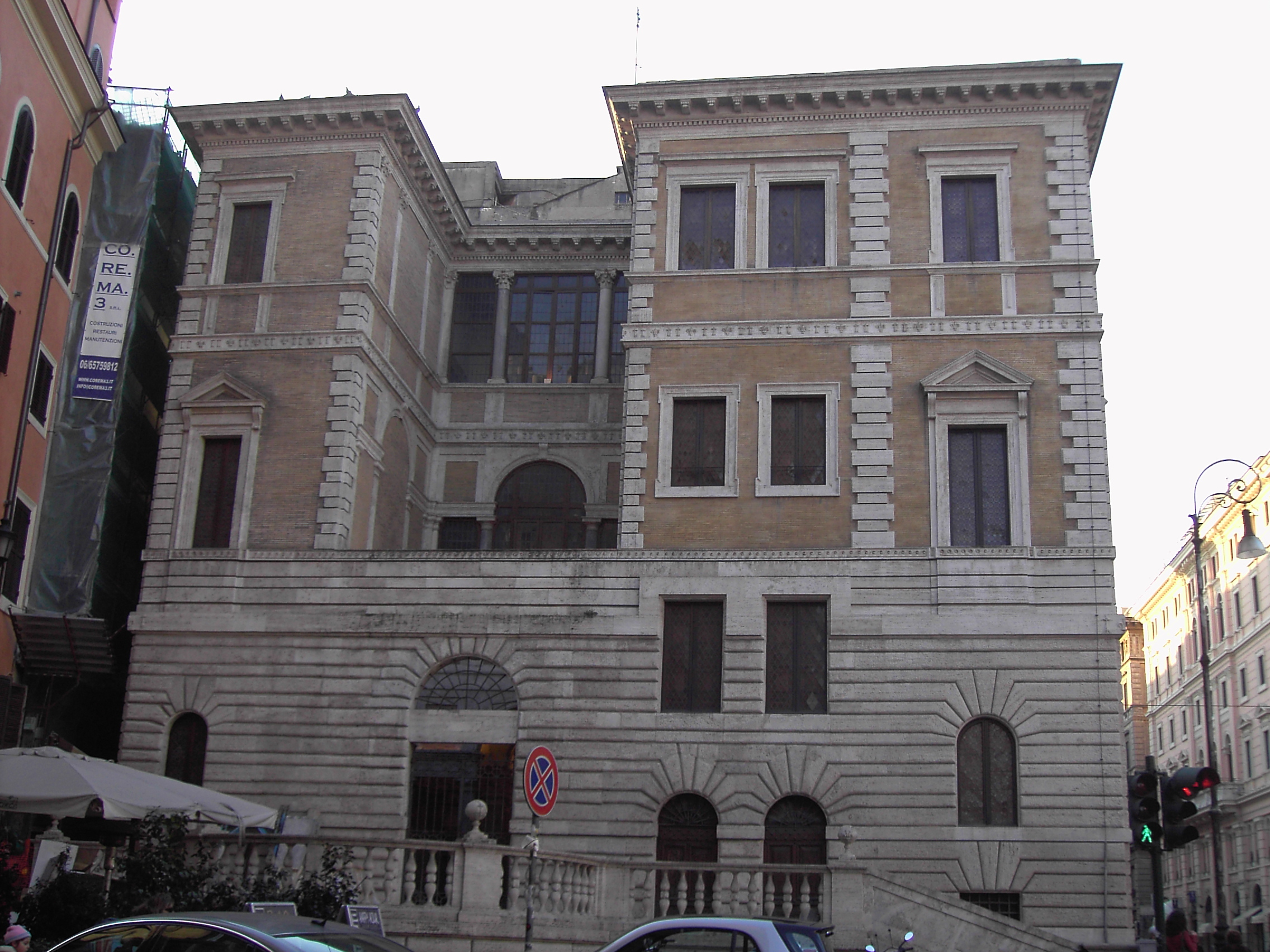
O palacete La Farnesina ai Baullari, sede do Museu Barracco

O Museu Barracco é um dos museus comunais de Roma, especializado em arte da Antiguidade clássica e do Oriente Próximo.

## Histórico
O Museu Barracco foi criado em torno da coleção de arte antiga reunida pelo fidalgo calabrês Giovanni Barracco, doada por ele à Comune de Roma em 1904. As obras foram coletadas no mercado de antigüidades e nas escavações realizadas em Roma por ocasião de extensas reformas urbanísticas que a cidade sofreu no final do século XIX. Desde 1948 a coleção está instalada no palacete do século XVI conhecido como La Farnesina ai Baullari, um projeto de Antonio da Sangallo.
Giovanni Barracco nasceu em 28 de abril de 1829 em Capo Rizzuto, de uma nobre família de ascendência normanda. Teve educação severa nos moldes clássicos, aprendendo grego e latim e freqüentando a corte de Nápoles, onde seu pai ocupava importante posição. Por tradição familiar estudou Direito, mas sempre mostrou uma predileção pela história antiga, ao mesmo tempo em que entrava em contato com grupos de jovens educados que aderiam a causas libertárias. Com 32 anos foi eleito deputado ao Parlamento italiano, e mais tarde, na Unificação Italiana, Barracco seria um dos senadores do primeiro parlamento do Reino recém-formado, participando especialmente da reestruturação do Palazzo Madama.

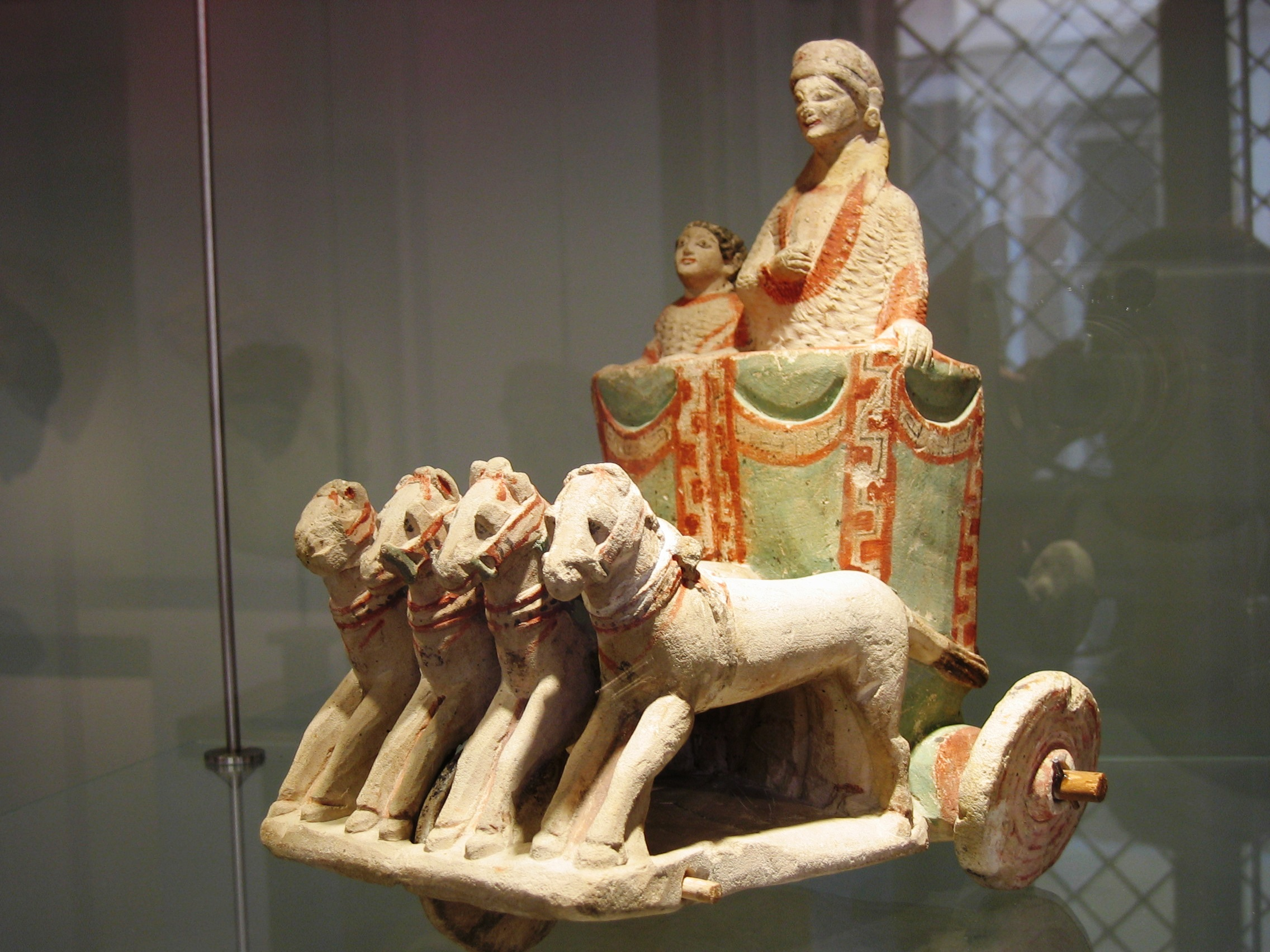
Arte cipriota

Com a queda dos Bourbon de Nápoles, Barracco entrou em contato com o novo diretor do museu da cidade, Giuseppe Fiorelli, que lhe foi de valia no aconselhamento para iniciar a formação de sua biblioteca de textos clássicos e de sua galeria privada de obras de arte. Em 1870 fixou residência em Roma e intensificou as aquisições, aconselhado por Wolfgang Helbig, diretor do Museu Arqueológico Alemão e por Ludwig Pollak, respeitado expert em arte, aproveitando a grande quantidade de achados arqueológicos que foram aparecendo na seqüência das reformas urbanas que prepararam a cidade para ser a capital do país unificado. Em 1893 foi publicado o primeiro catálogo da coleção.
Não tendo herdeiros diretos, decidiu doar sua coleção à Comune de Roma, pelo que recebeu a cidadania honorária e uma área de terra no Corso Vittorio Emanuele II, onde logo foi erguido um museu com projeto de Gaetano Koch. Esta primeira sede, inaugurada em 1905, tinha a forma de um templo grego e foi chamada de Museu de Escultura Antiga, sendo a primeira instituição museal da Itália a dispor de um sistema de refrigeração de ar. O Museu também era dotado de uma biblioteca formada com o acervo literário de Barraco. Barracco continuou a supervisionar o funcionamento do museu até sua morte em 1914, sempre adquirindo novas peças.

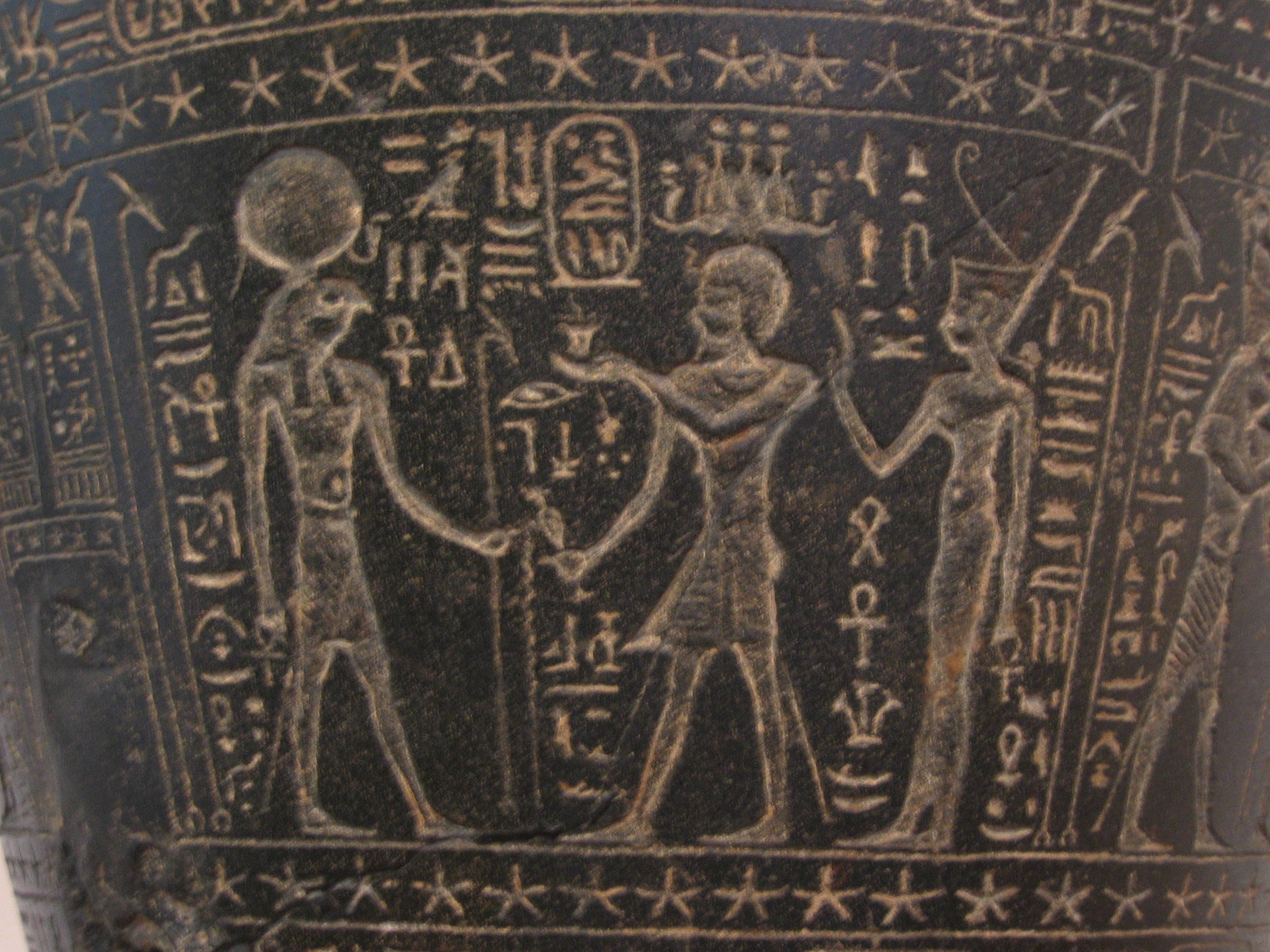
Detalhe da clepsidra de

Com a ampliação do Corso em 1938 o edifício foi demolido, e a coleção passou inicialmente para a Osteria dell'Orso e depois para os Museus Capitolinos, onde permaneceu até 1948, quando foi decidida sua mudança para a sede atual da Farnesina. Na década de 1980 o museu foi fechado para restauro e modernização de sua museografia, sendo reaberto ao público em 1991.

## A coleção
As salas I e II são votadas à arte do Antigo Egito e da Mesopotâmia, adquirida em leilões em Paris e diretamente em escavações naqueles países, sendo o núcleo inicial da coleção de Barracco. Dentre as principais peças egípcias estão a Estela de Nofer, da IV Dinastia, originária provavelmente de uma necrópole em Gizé, uma estatueta em madeira da XVIII Dinastia e uma rara esfinge feminina representando a rainha Hatshepsut, encontrada no Serapeu do Campo de Marte, em Roma. Também são dignos de nota o retrato juvenil de Ramsés II, uma estátua de sacerdote barbado do século III, uma clepsidra dedicada a Ptolomeu II Filadelfo, e uma canópia cinocéfala da XXVI Dinastia. Da Mesopotâmia existem objetos associados à fundação da terceira dinastia de Ur e relevos do palácio de Assurbanípal em Nínive, figurando gênios alados, guerreiros e cavalos.
Na Sala III se mostram obras etruscas, com destaque para a cabeça feminina encontrada em uma tumba em Bolsena, do século II a.C., e frisos funerários de Chianciano, do século V a.C., enquanto que na Sala IV estão as peças oriundas de Chipre, como a estátua de Hércules-Melqart, do século a.C. a.C. e um modelo em cerâmica policromada de uma carruagem com duas figuras, do mesmo período. A arte fenícia, no mesmo espaço, está representada por figuras de leões em alabastro, encontradas na Sardenha, e um sarcófago antropomórfico originário de Sídon, além de vários outros itens.

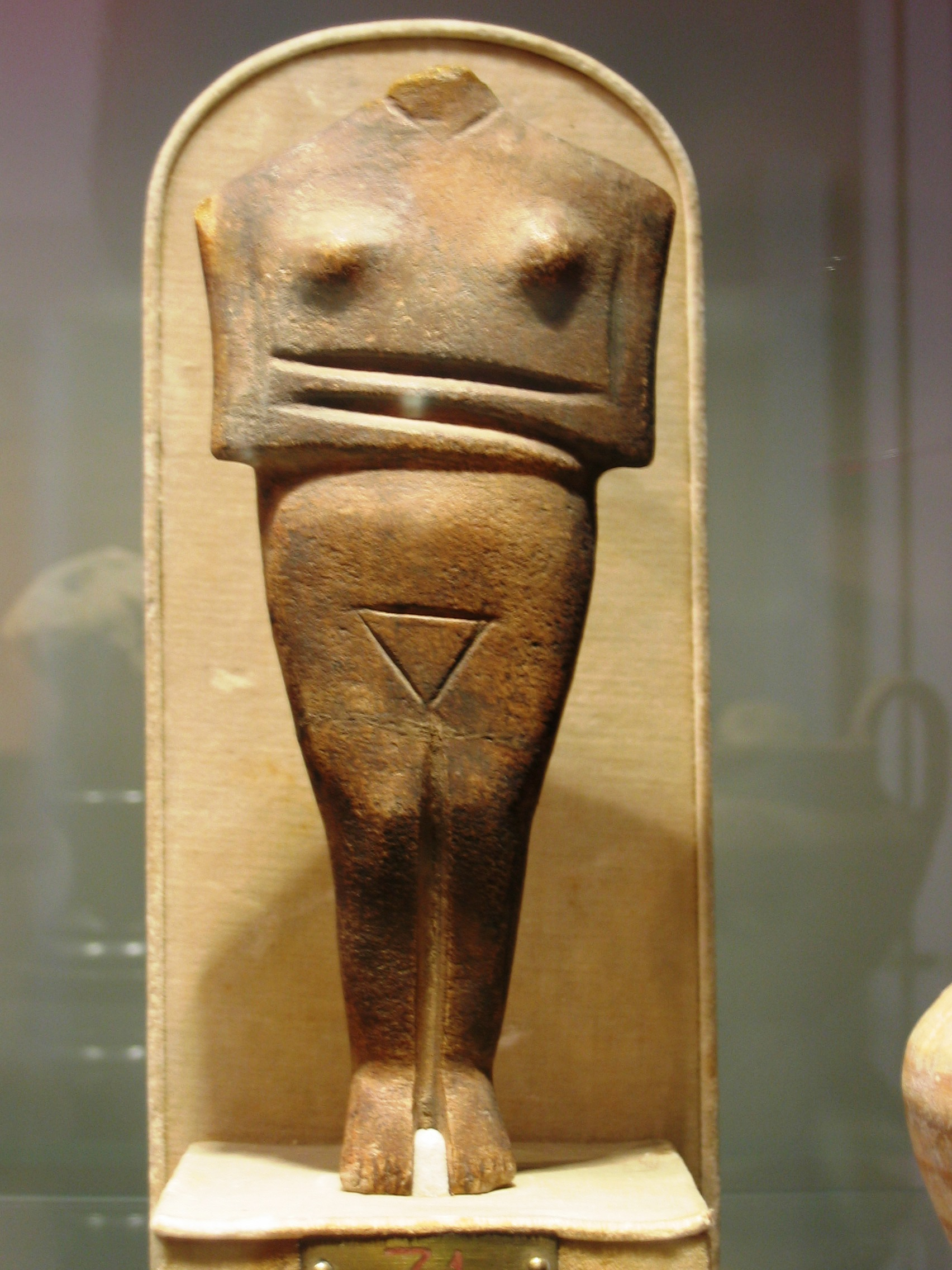
Ídolo cicládico

As salas V e VI são dedicadas à arte da Grécia Antiga, com numeroso acervo onde se incluem uma cabeça de Atena e uma estátua de Hermes Crióforo, ambos do século a.C. a.C., um busto de Mársias, cópia romana de original de Míron, a cabeça de Apolo tipo Kassel, e outra do mesmo deus atribuída a Praxíteles. Também são conservados relevos funerários e votivos, com representações de deuses e outras figuras, e vários vasos de cerâmica pintada. A arte helenística, instalada na Sala VII, está bem ilustrada por obras como uma cabeça masculina, talvez representado Alexandre Magno, e uma estátua de uma cadela ferida, cópia de Lísipo.
A seção de arte romana, abrigada na Sala IX, conta com obras como uma estátua de um mancebo da família Júlio-Cláudia, talvez o jovem Nero, descoberta na Villa Livia, além de estelas funerárias do século III.
O Museu Barracco também possui uma pequena seção de arte medieval, onde a peça principal é o mosaico encomendado pelo Papa Inocêncio III para a antiga Basílica de São Pedro e removido de lá nas renovações empreendidas por Michelangelo.

## La Farnesina
O palacete da Farnesina ai Baullari, cuja fachada é atribuída a Antonio da Sangallo, foi erguido a partir de 1523 para o prelado bretão Thomas Le Roy, que participou dos entendimentos políticos entre Leão X e Francisco I de França após a Batalha de Marignano, pelo que foi autorizado pelo rei de França a incluir os lírios franceses em seu escudo de armas. Na construção do edifício este símbolo foi espalhado como elemento de decoração em vários ambientes. Como a construção fica próxima ao Palácio Farnese, seu nome foi associado a este, mas sendo conhecido como o Pequeno Farnese, ou, em italiano, La Piccola Farnesina na área urbana de Baullari.
Em 1671 o edifício passou às mãos da família Silvestri, e por fim foi expropriado pela Comune de Roma em 1885 para ser demolido a fim de abrir espaço para o novo Corso Vittorio Emanuele, mas acabou sendo preservado. Nas obras de estabilização que se seguiram no entorno e nos próprios alicerces do palacete, foram descobertos em 1889 os fundamentos de uma casa romana do século IV, com fragmentos de pisos em mármore, a base de uma fonte, dois lados de um peristilo do século I, e afrescos com motivos aquáticos e de caça, felizmente também preservados in situ.

## Outras obras da coleção

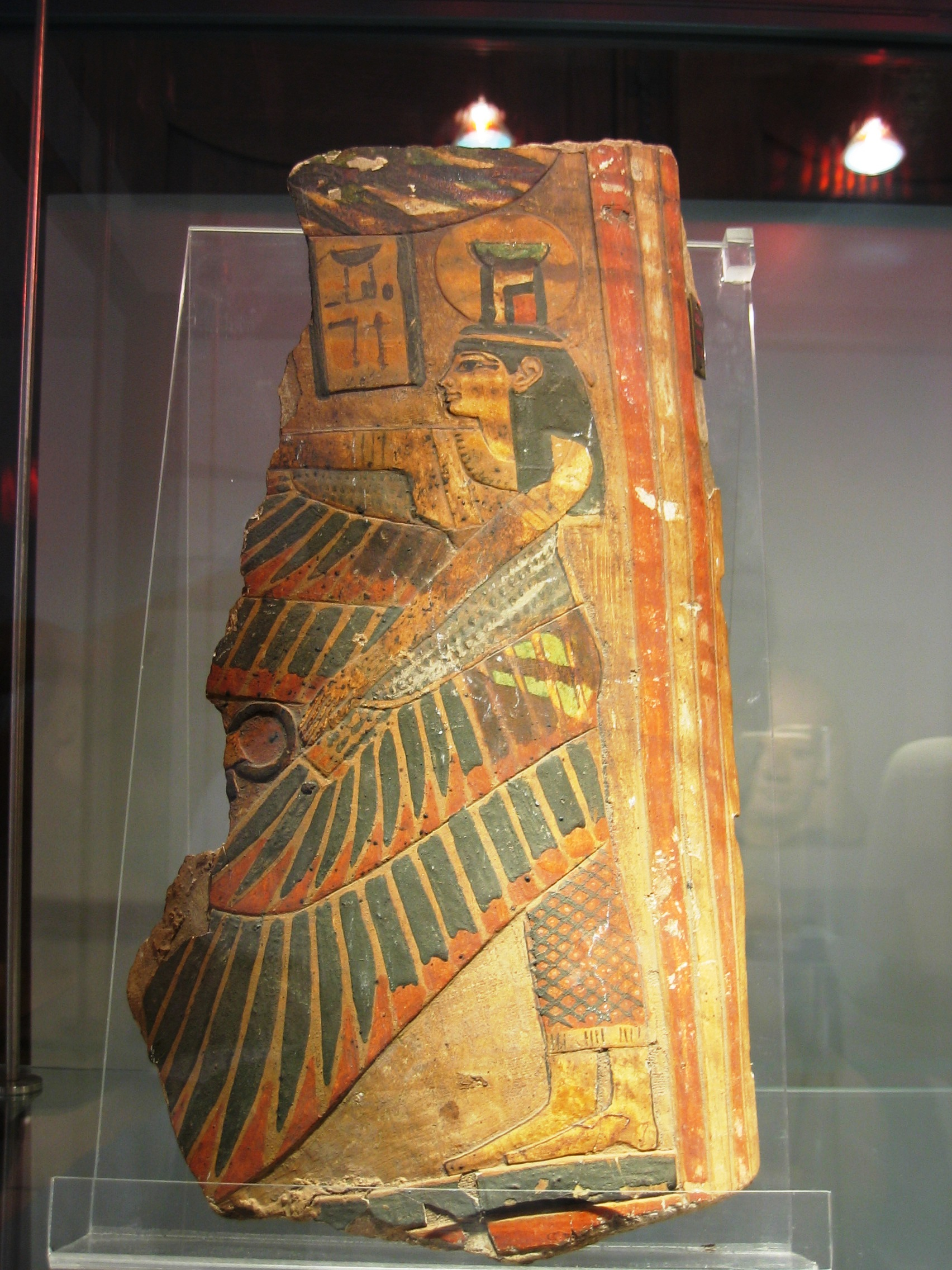
Fragmento de sarcófago egípcio
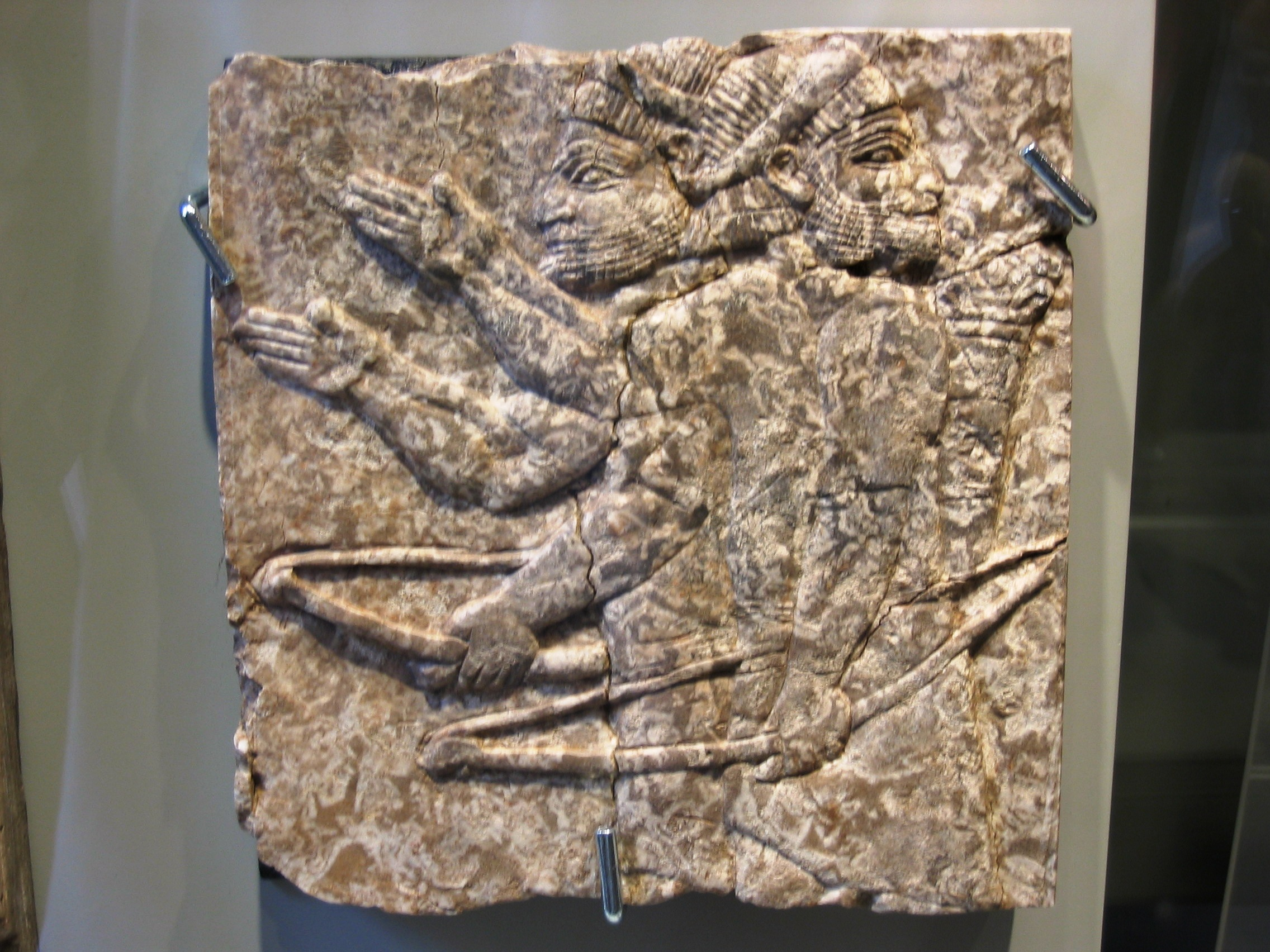
Relevo da Mesopotâmia
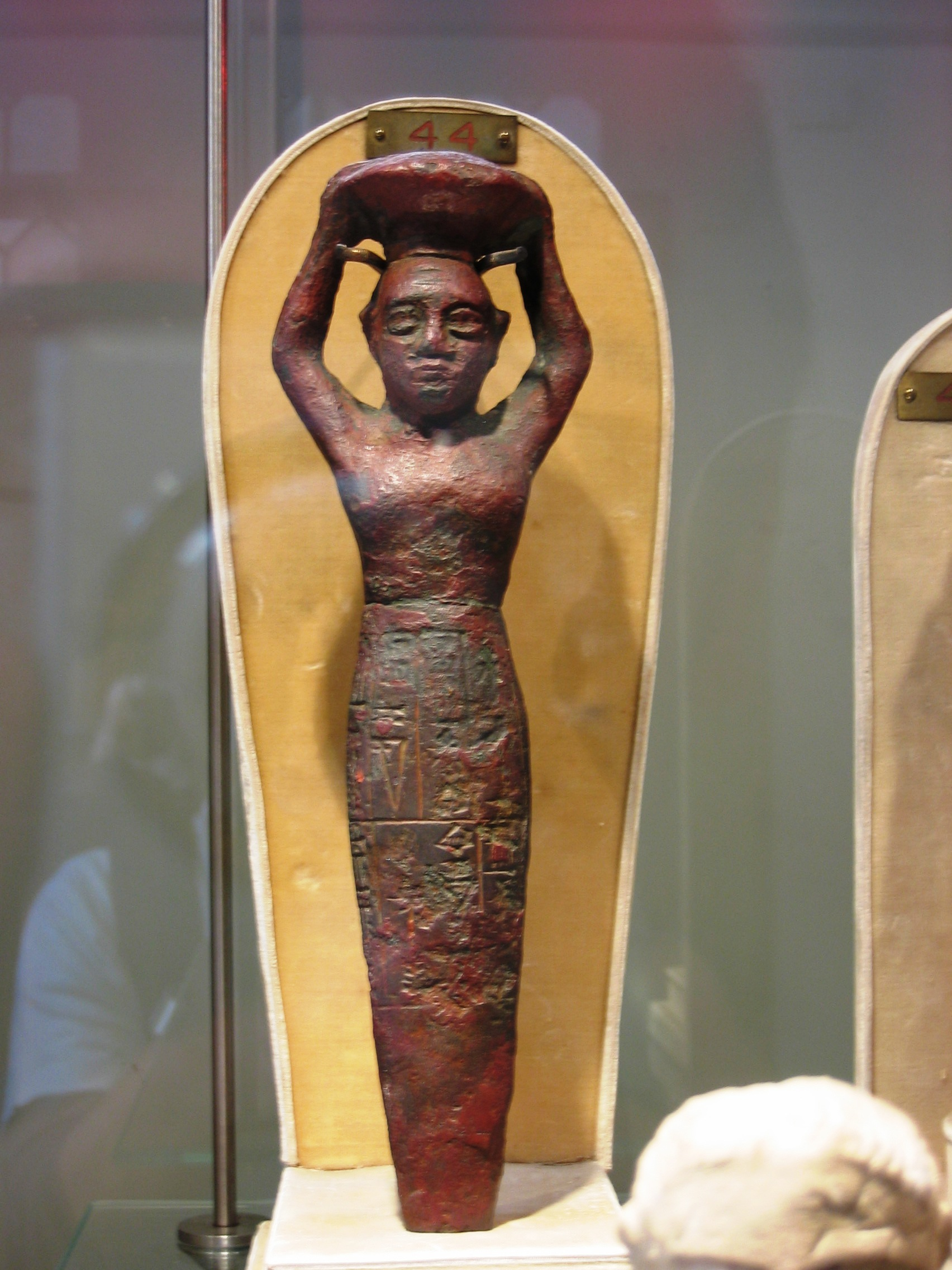
Estatueta de Ur
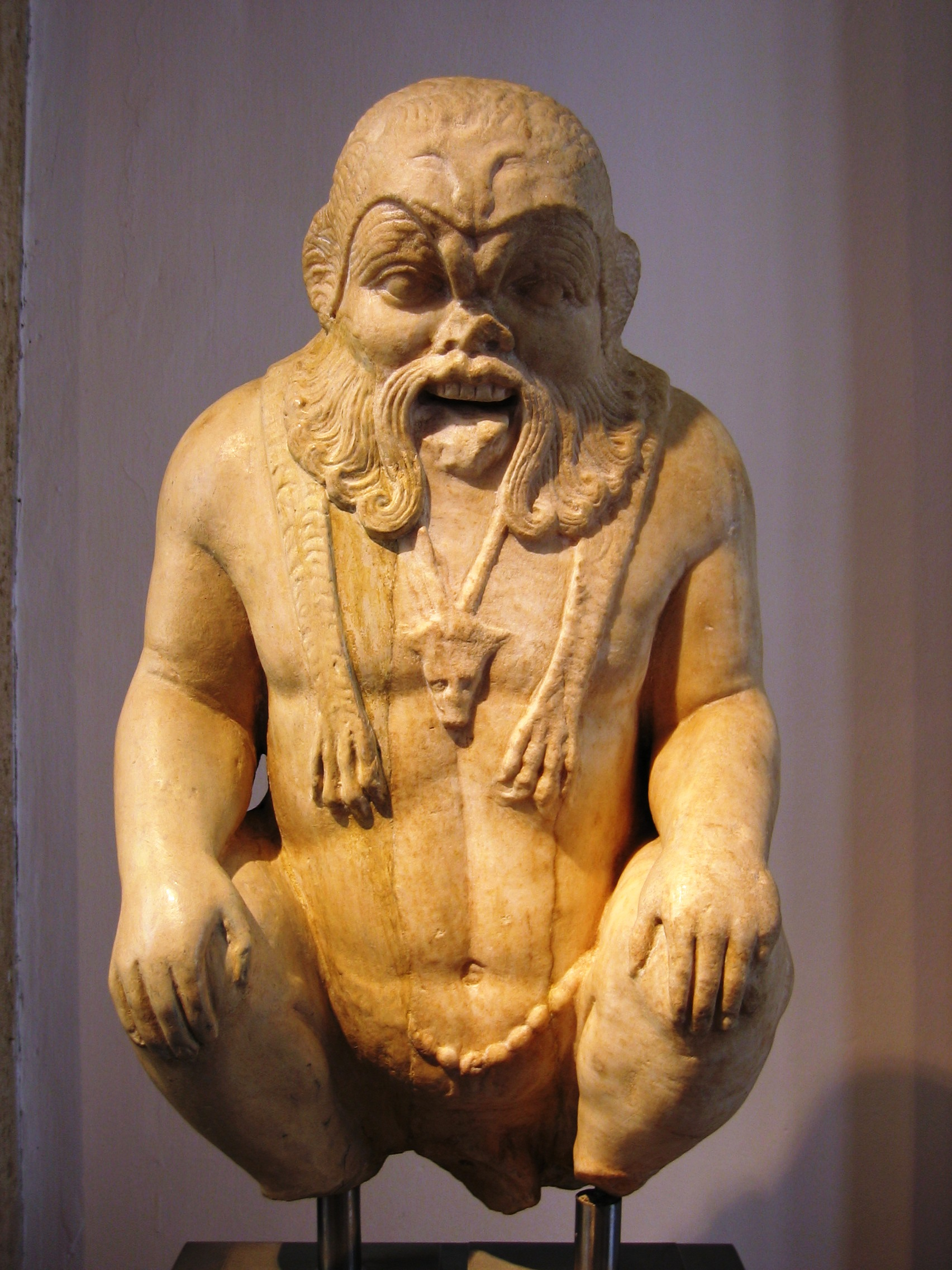
Estátua de Bes, arte ptolemaica
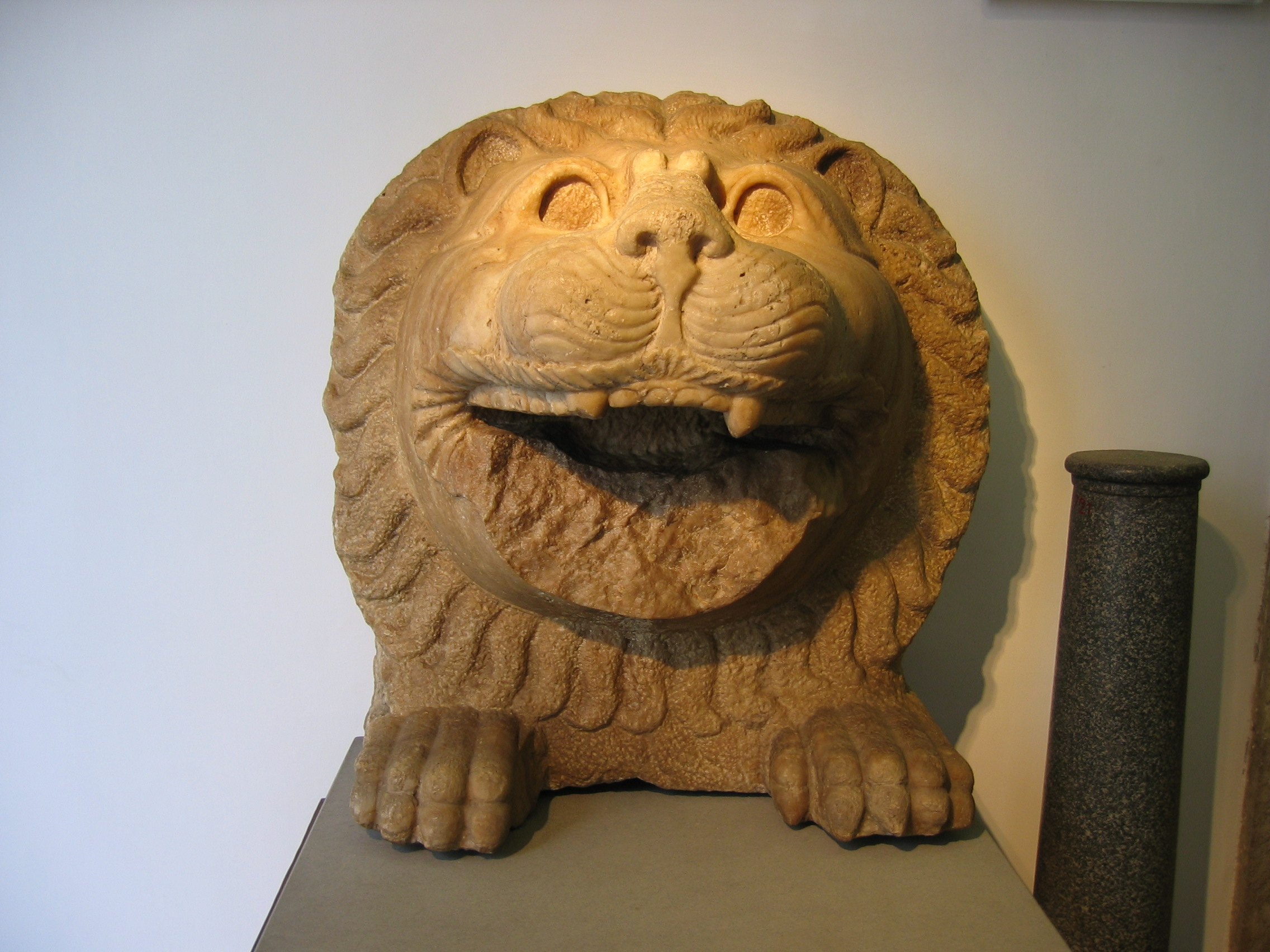
Leão fenício
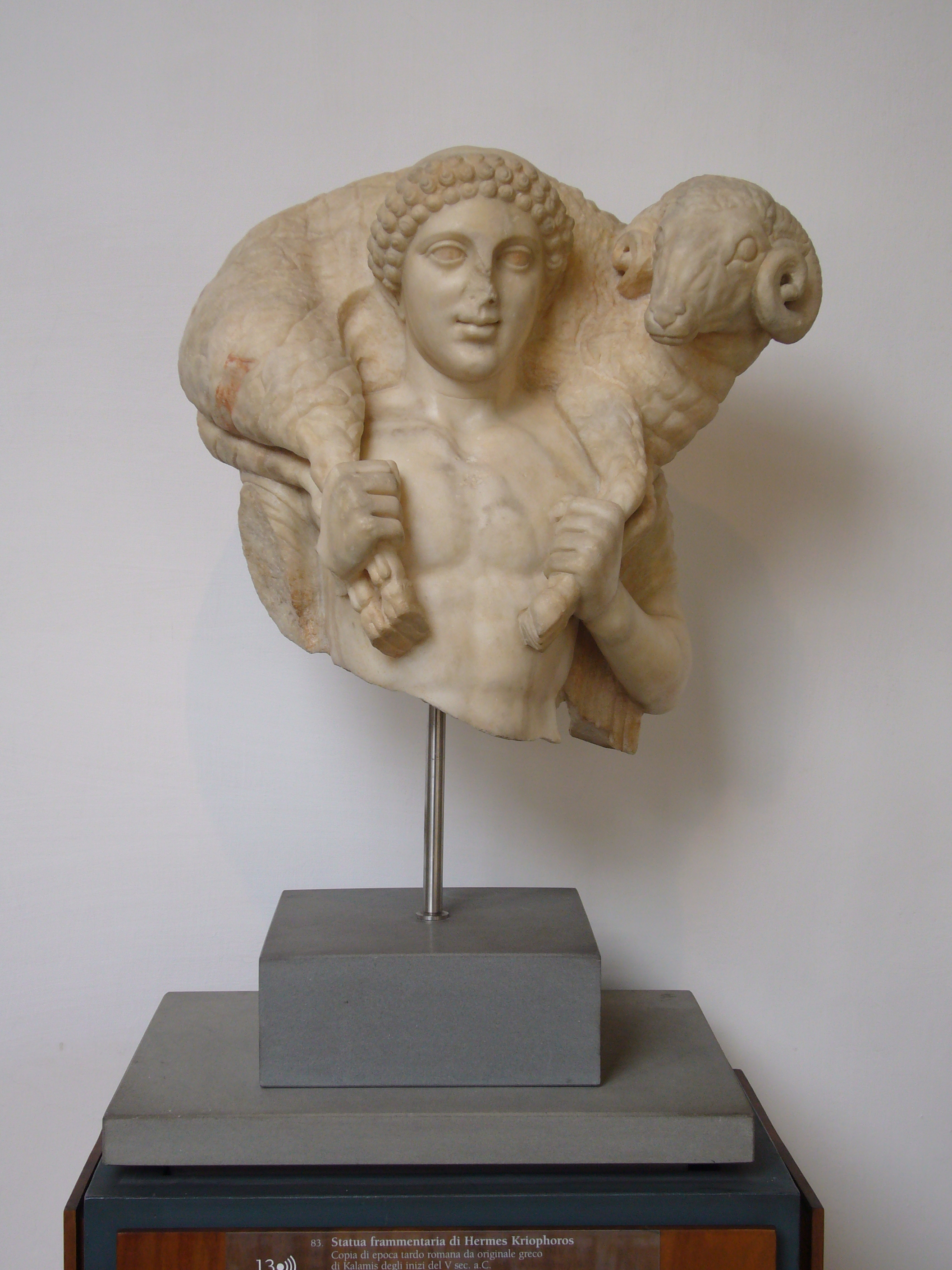
O Hermes crióforo, arte grega
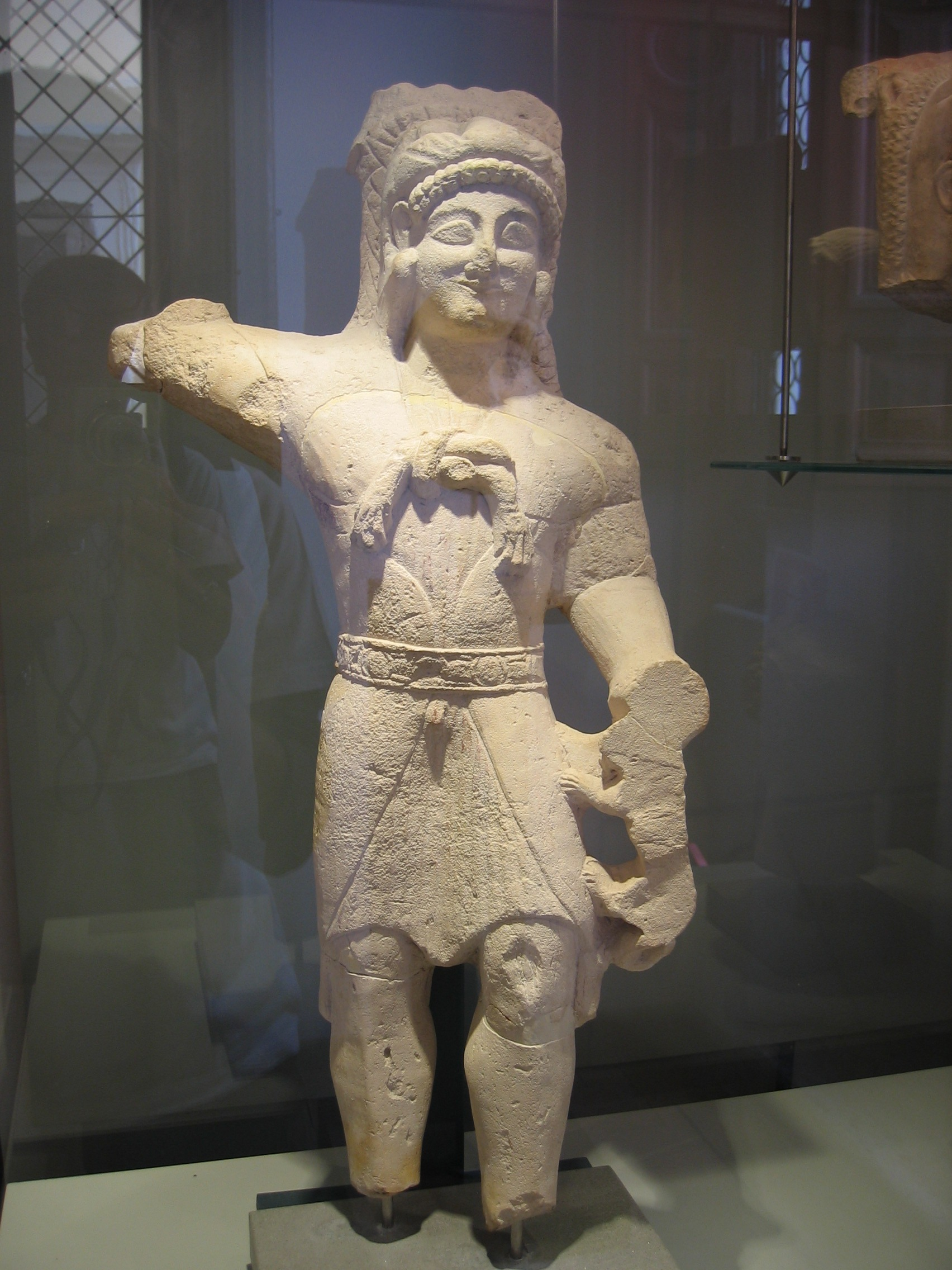
O Hércules Melqart, arte etrusca
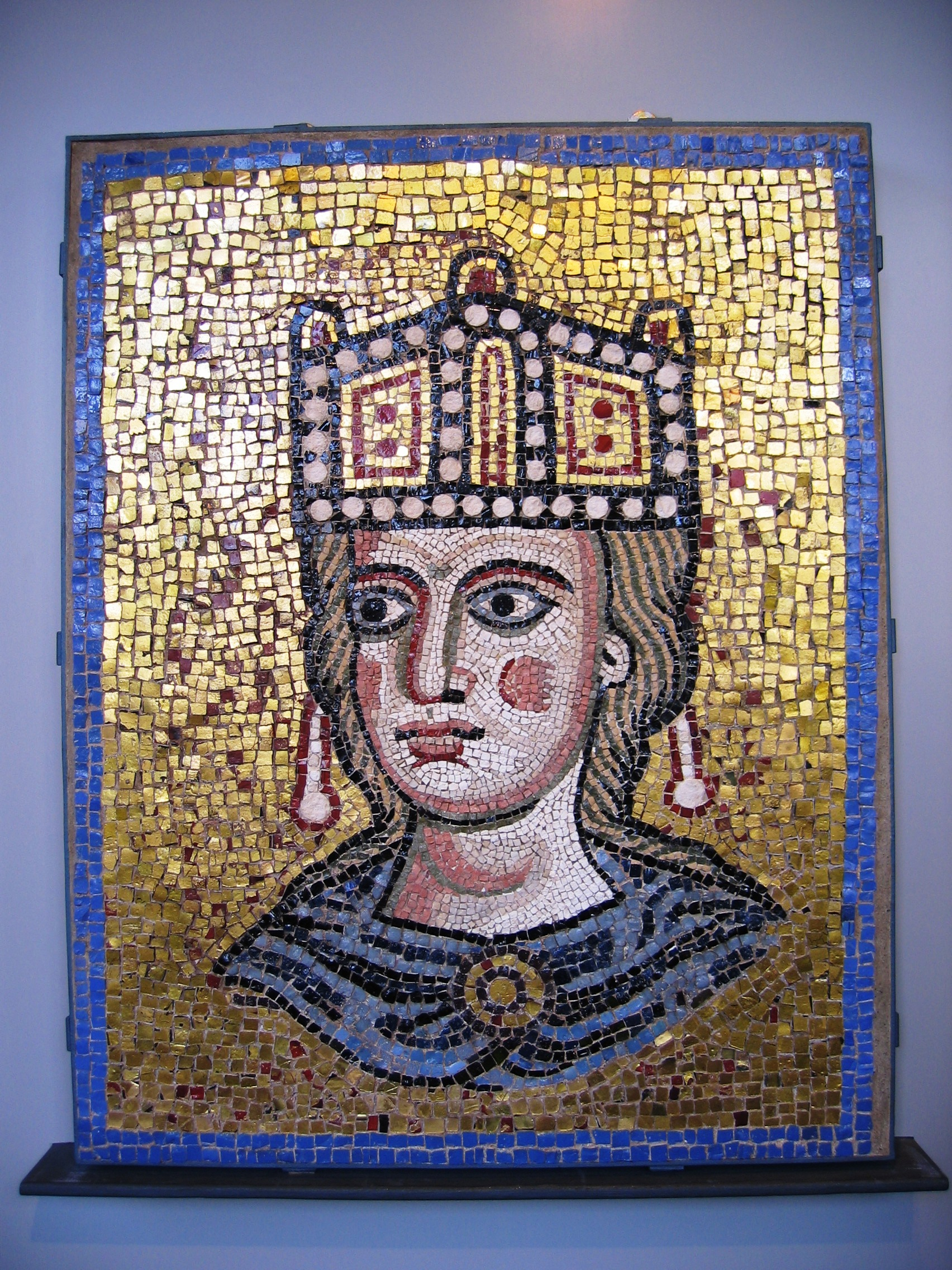
Mosaico medieval romano